# Пандиковское сельское поселение
Па́ндиковское се́льское поселе́ние (чув. Паньтăк ял тӑрӑхӗ) — сельское поселение в составе Красночетайского района Чувашии.
Административный центр — село Пандиково.

## Населённые пункты
В состав сельского поселения входит 8 населённых пунктов:
- сёла: Мижеркасы, Пандиково.
- деревни: Кошкильдино, Лоба, Осиново, Питишево, Хвадукасы, Хирлукасы.